# Зелёный купол
Зелёный купол или Купол Пророка (араб. القبة الخضراء‎, al-Qubbah al-Khaḍrāʾ) — могила пророка и первых двух праведных халифов Абу Бакра и Умара ибн аль-Хаттаба. Находится внутри мечети Масджид ан-Набави в городе Медине в Саудовской Аравии.

## История

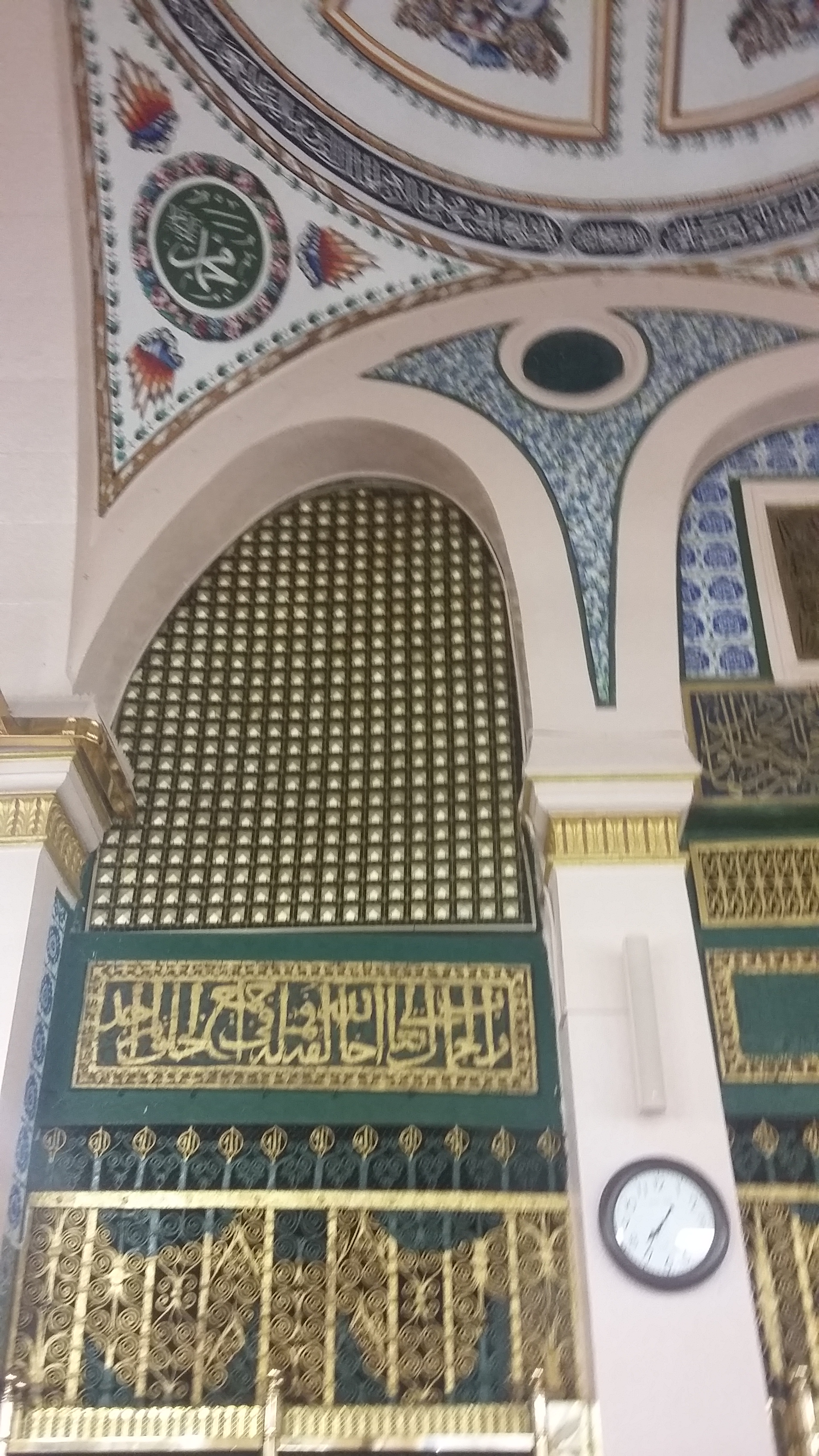
Стена погребения

Построенный в 678 году н.э., во времена правления мамлюкского султана Аль-Мансура Калавуна, первоначальное сооружение было изготовлено из дерева и было бесцветным, выкрашенное в белый и синий цвета при более поздних реставрациях. После серьезного пожара, охватившего мечеть в 1481 году, мечеть и купол сгорели, и султан Кайтбай инициировал проект реставрации, который заменил большую часть деревянного основания кирпичной конструкцией, чтобы предотвратить обрушение купола в будущем, и использовал свинцовые пластины для покрытия нового деревянного купола. Здание, включая гробницу пророка, было тщательно обновлено благодаря покровительству Кайтбая. Нынешний купол был построен в 1818 году османским султаном Махмудом II. Купол был впервые окрашен в зеленый цвет в 1837 году.

Когда Сауд ибн Абдул-Азиз захватил Медину в 1805 году, его последователи, саляфиты, разрушили почти все усыпальницы в Медине, основываясь на своей вере в то, что почитание гробниц и мест, якобы обладающих сверхъестественными способностями, является оскорблением таухида. С гробницы были сняты золотые украшения и драгоценные камни, но купол сохранился либо из-за неудачной попытки разрушить его закаленную конструкцию, либо потому, что некоторое время назад Ибн Абд аль-Ваххаб написал, что он не хотел видеть разрушение купола, несмотря на его отвращение к людям, молящимся у гробницы. Похожие события произошли в 1925 году, когда саудовские ополченцы отвоевали — и на этот раз сумели удержать — город.

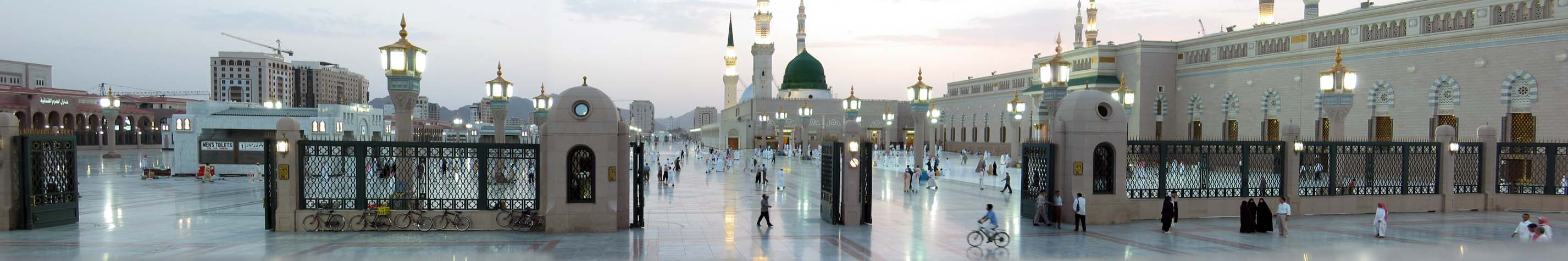
Зелёный купол в комплексе мечети Масджид аль-Набави

## Гробница Пророка и ранних халифов
Могила Мухаммада находится в пределах того, что раньше было его домом и домом его жены Айши. При его жизни он примыкал к мечети. Первый и второй халифы Абу Бакр и Умар, похоронены рядом с Мухаммадом. Аиша предоставила Умару место рядом с Абу Бакром, которое первоначально предназначалось для нее. Мечеть была расширена во время правления Омейядского халифа аль-Валида I, чтобы включить в нее их гробницы. Самих могил не видно, так как территория огорожена золотой сеткой и черными занавесками.
Считается, что четвертое вакантное место зарезервировано для Исы ибн Марьям (Иисуса) в случае его возвращения.
Могилы и то, что осталось от дома Айши, окружены пятисторонней стеной без дверей и окон, построенной халифом Умаром II. Неправильная форма пятиугольника была выбрана намеренно, чтобы он отличался от 4-сторонней Каабы, чтобы отбить у людей охоту совершать таваф вокруг него. В это ограждение не заходили со времен реконструкции Кайтбея в 1481 году. Только эта стена, задрапированная зеленой тканью, видна через решетки внешней стены, которая была построена несколько столетий спустя и в настоящее время доступна для публики.